# The Jet Set
The Jet Set – polski zespół muzyczny grający muzykę będącą mieszanką R’n’B, popu i dance założony w grudniu 2005 z inicjatywy Sławomira Sokołowskiego. W zespole od początku śpiewała Sasha Strunin, której początkowo partnerował Tracy Spencer „Tray” Shipp, a od 2006 – David Junior Serame.

## Historia zespołu
Zespół powstał w 2005 z inicjatywy Sławomira Sokołowskiego. Duet utworzyli Sasha Strunin (polska piosenkarka urodzona w Rosji) i Tracy Spencer „Tray” Shipp (amerykański piosenkarz). W 2006 wydali debiutancki singiel „How Many People”, z którym zajęli trzecie miejsce w finale programu Piosenka dla Europy 2006. W kwietniu wydali singiel „Just Call Me”, z którym zakwalifikowali się do rywalizacji o Bursztynowego Słowika i Słowika Publiczności podczas festiwalu sopockiego w 2006. W tym samym miesiącu wyruszyli w trasę koncertową z Danzelem. Pod koniec lipca wydali album pt. Just Call Me, za którego sprzedaż w ponad 15 tys. egzemplarzy uzyskali status złotej płyty w Polsce.

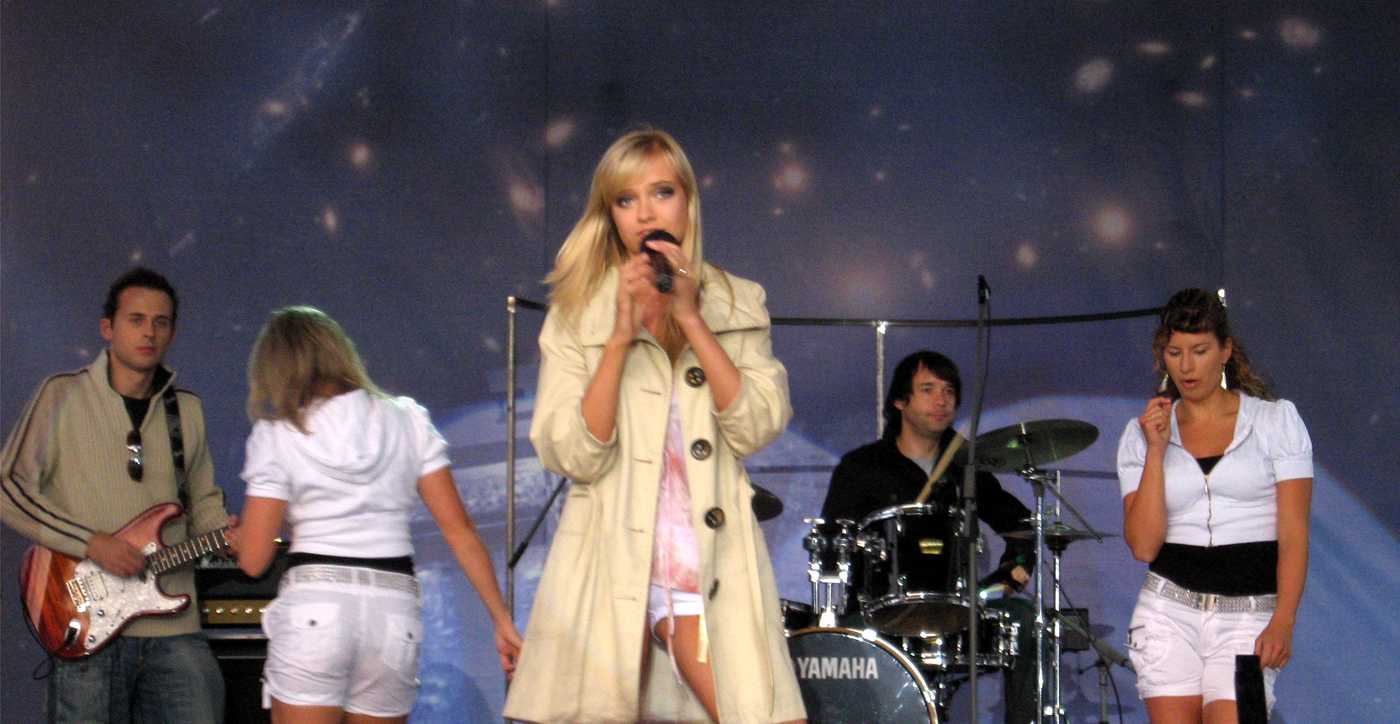
The Jet Set na dniu otwartym Telewizji Polskiej (2007)

Latem 2006 nowym wokalistą The Jet Set został David Junior Serame. W marcu 2007 zespół wydał reedycję albumu Just Call Me, wzbogaconą o utwór „Time to Party”, z którym Serame i Strunin zwyciężyli w finale programu Piosenka dla Europy 2007 i reprezentowali Polskę w 52. Konkursie Piosenki Eurowizji w Helsinkach, na którym zajęli 14. miejsce w półfinale. Przed występem na Eurowizji odbyli dwumiesięczną europejską trasę promocyjną, w ramach której wystąpili w Hiszpanii, Irlandii, Rosji, Łotwie, Litwie, Ukrainie oraz na Cyprze. Strunin po występie w półfinale Eurowizji powiedziała: Jesteśmy bardzo zadowoleni z występu, zebraliśmy ogromną ilość gratulacji, m.in. od reprezentantów Belgii, Islandii, Izraela, Szwajcarii i wielu innych. (...) Podczas show mieliśmy wspaniałą oprawę wizyjną, doskonałe odsłuchy, a przed sobą świetną publiczność, co dodatkowo dodało nam energii, a kilka miesięcy później dodała, że „konkurs to niesamowite doświadczenie i wielka życiowa przygoda”. Po występie na Eurowizji duet kontynuował koncerty po kraju i otrzymał jeszcze kilka nagród, w tym m.in. Superjedynkę, Eska Music Award oraz VIVA Comet Award. Na początku 2008 wydał ostatni wspólny singiel – „The Beat of Your Heart”. 1 stycznia 2009 zespół zakończyli działalność, a Strunin rozpoczęła karierę solową.

## Dyskografia

### Albumy studyjne
| Rok  | Dane dot. albumu                                                         | Najwyższa pozycja na liście | Certyfikat         | Sprzedaż       |
| Rok  | Dane dot. albumu                                                         | POL                         | Certyfikat         | Sprzedaż       |
| ---- | ------------------------------------------------------------------------ | --------------------------- | ------------------ | -------------- |
| 2006 | Just Call Me - Wydany: 24 lipca 2006 - Wytwórnia: Universal Music Polska | 35                          | - POL: złota płyta | - POL: 15 000+ |

### Single
| Rok                            | Tytuł                    | Najwyższe pozycje na listach | Najwyższe pozycje na listach | Najwyższe pozycje na listach | Najwyższe pozycje na listach | Album        |
| Rok                            | Tytuł                    | RMF                          | SLiP                         | RUS (airplay)                | UKR (airplay)                | Album        |
| ------------------------------ | ------------------------ | ---------------------------- | ---------------------------- | ---------------------------- | ---------------------------- | ------------ |
| 2006                           | „How Many People”        | –                            | 38                           | –                            | –                            | Just Call Me |
| 2006                           | „Just Call Me”           | 2                            | 33                           | 319                          | –                            | Just Call Me |
| 2007                           | „Time to Party”          | –                            | –                            | 318                          | 310                          | Just Call Me |
| 2008                           | „The Beat of Your Heart” | –                            | –                            | –                            | –                            | Just Call Me |
| „–” pozycja nie była notowana. |                          |                              |                              |                              |                              |              |

## Nagrody, wyróżnienia i nominacje
| Rok  | Konkurs                         | Kategoria                                                         | Rezultat                  |
| ---- | ------------------------------- | ----------------------------------------------------------------- | ------------------------- |
| 2006 | Piosenka dla Europy 2006        | Udział w konkursie z utworem „How Many People”                    | 3. miejsce                |
| 2006 | Sopot Festival 2006             | Rywalizacja o awans do konkursu głównego z utworem „Just Call Me” | 2. miejsce                |
| 2007 | Piosenka dla Europy 2007        | Udział w konkursie z utworem „Time to Party”                      | Wygrana                   |
| 2007 | Konkurs Piosenki Eurowizji 2007 | Rywalizacja o awans do finału konkursu z utworem „Time to Party”  | 14. miejsce (Brak awansu) |
| 2007 | Eska Music Awards 2007          | Zespół roku                                                       | Wygrana                   |
| 2007 | Eska Music Awards 2007          | Radiowy debiut roku                                               | Nominacja                 |
| 2007 | VIVA Comet 2007                 | Zespół roku                                                       | Wygrana                   |
| 2007 | Superjedynki 2007               | Przebój roku („Time to Party”)                                    | Wygrana                   |